# Thil (Meurthe i Mosel·la)
Thil és un municipi francès situat al departament de Meurthe i Mosel·la i a la regió del Gran Est. L'any 2007 tenia 1.619 habitants.

## Demografia

### Població
El 2007 la població de fet de Thil era de 1.619 persones. Hi havia 688 famílies, de les quals 228 eren unipersonals (104 homes vivint sols i 124 dones vivint soles), 200 parelles sense fills, 212 parelles amb fills i 48 famílies monoparentals amb fills.
La població ha evolucionat segons el següent gràfic:
Habitants censats

### Habitatges
El 2007 hi havia 765 habitatges, 714 eren l'habitatge principal de la família, 6 eren segones residències i 45 estaven desocupats. 485 eren cases i 279 eren apartaments. Dels 714 habitatges principals, 476 estaven ocupats pels seus propietaris, 214 estaven llogats i ocupats pels llogaters i 23 estaven cedits a títol gratuït; 8 tenien una cambra, 54 en tenien dues, 184 en tenien tres, 255 en tenien quatre i 212 en tenien cinc o més. 446 habitatges disposaven pel capbaix d'una plaça de pàrquing. A 338 habitatges hi havia un automòbil i a 242 n'hi havia dos o més.

### Piràmide de població
La piràmide de població per edats i sexe el 2009 era:
| Homes | Edats   | Dones |
| ----- | ------- | ----- |
| 0     | 95 o +  | 4     |
| 0     | 90 a 94 | 8     |
| 8     | 85 a 89 | 28    |
| 4     | 80 a 84 | 12    |
| 20    | 75 a 79 | 20    |
| 28    | 70 a 74 | 60    |
| 40    | 65 a 69 | 64    |
| 40    | 60 a 64 | 52    |
| 32    | 55 a 59 | 28    |
| 60    | 50 a 54 | 60    |
| 68    | 45 a 49 | 68    |
| 40    | 40 a 44 | 52    |
| 52    | 35 a 39 | 52    |
| 88    | 30 a 34 | 64    |
| 64    | 25 a 29 | 60    |
| 68    | 20 a 24 | 28    |
| 40    | 15 a 19 | 44    |
| 40    | 10 a 14 | 20    |
| 44    | 5 a 9   | 32    |
| 36    | 0 a 4   | 44    |

## Economia
El 2007 la població en edat de treballar era de 1.059 persones, 749 eren actives i 310 eren inactives. De les 749 persones actives 648 estaven ocupades (373 homes i 275 dones) i 101 estaven aturades (51 homes i 50 dones). De les 310 persones inactives 75 estaven jubilades, 78 estaven estudiant i 157 estaven classificades com a «altres inactius».

### Ingressos
El 2009 a Thil hi havia 679 unitats fiscals que integraven 1.490,5 persones, la mediana anual d'ingressos fiscals per persona era de 15.484 €.

### Activitats econòmiques
Dels 34 establiments que hi havia el 2007, 2 eren d'empreses alimentàries, 1 d'una empresa de fabricació d'altres productes industrials, 10 d'empreses de construcció, 7 d'empreses de comerç i reparació d'automòbils, 1 d'una empresa de transport, 2 d'empreses d'hostatgeria i restauració, 6 d'empreses immobiliàries, 2 d'entitats de l'administració pública i 3 d'empreses classificades com a «altres activitats de serveis».
Dels 15 establiments de servei als particulars que hi havia el 2009, 1 era una oficina de correu, 3 tallers de reparació d'automòbils i de material agrícola, 5 paletes, 3 lampisteries, 1 electricista, 1 perruqueria i 1 agència immobiliària.
Els 2 establiments comercials que hi havia el 2009 eren fleques.

## Equipaments sanitaris i escolars
El 2009 hi havia 1 farmàcia i 1 ambulància.
El 2009 hi havia una escola elemental.

## Poblacions més properes
El següent diagrama mostra les poblacions més properes.